# Philip Giraldi

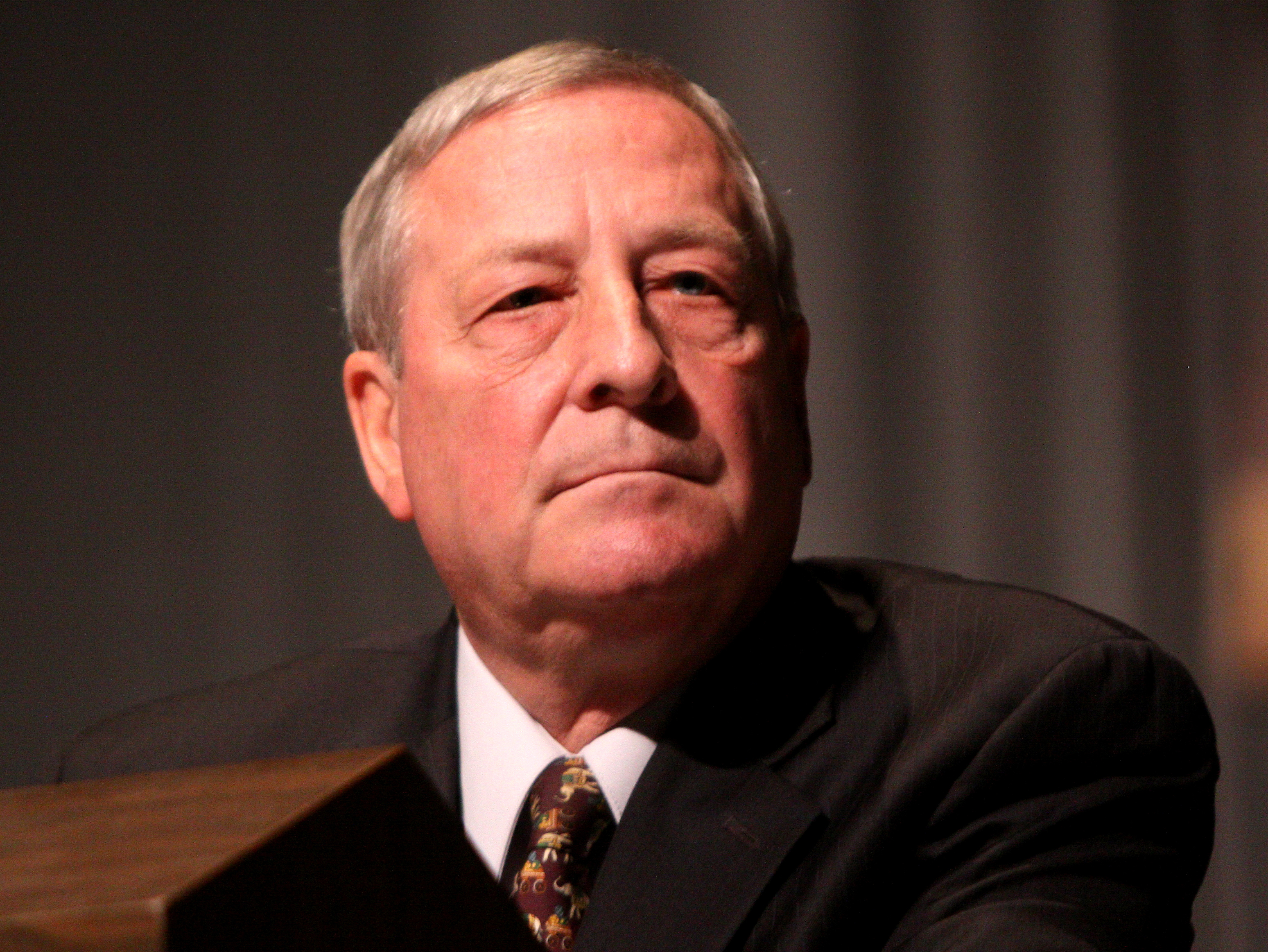
Philip Giraldi (2011)

Philip Giraldi (* 1946) ist ehemaliger CIA-Spezialist für Terrorismusbekämpfung und Offizier der Defense Intelligence Agency, der heute hauptsächlich als Kolumnist und Fernsehkommentator in Erscheinung tritt. Er leitet außerdem das Council for the National Interest, eine Organisation, die für eine zurückhaltendere Politik im Nahen Osten eintritt.

## Bildung
Seinen Bachelor of Arts erwarb er an der University of Chicago, den MA und seinen Ph.D. an der University of London in Europäischer Geschichte.

## Berufliche Laufbahn
Giraldi arbeitete 18 Jahre lang für die CIA in der Türkei, Italien, Deutschland und Spanien, deren Sprachen er spricht. Von 1989 bis 1992 war er Chief of Base in Barcelona.
Seit 1992 hat Giraldi viele Klienten der Fortune 500, darunter den Präsidenten von San Marco International. Giraldi publiziert Artikel in der Zeitschrift The American Conservative, in The Huffington Post und Antiwar com. Er schreibt auch Gastkommentare für die Hearst Corporation. Er trat häufig als Gast in Interviews bei Good Morning America und 60 Minutes auf, außerdem bei MSNBC, Fox News Channel, National Public Radio, der Canadian Broadcasting Corporation, der British Broadcasting Corporation, al-Jazeera, al-Arabiya, Iran Daily, Russia Today, Veterans Today, Press TV und anderen Programmen.
Er beriet Ron Paul in dessen Präsidentschaftswahlkampf.

## Positionen und Kontroversen
2004 schrieb Giraldi mit Vincent Cannistraro, türkische Quellen enthielten Hinweise auf die Sorge, Israel könne Kurden zur Gründung eines unabhängigen Staates ermuntern.
Im August 2005 behauptete Giraldi, Dick Cheney habe STRATCOM beauftragt, einen Plan für die Reaktion auf einen ähnlichen Angriff auf die USA wie bei 9/11 auszuarbeite, einschließlich eines Angriffs auf den Iran mit konventionellen und nuklearen Waffen und unabhängig von der Frage, ob der Iran tatsächlich am Angriff auf die USA beteiligt gewesen sei.
2005 berichtete Giraldi, die yellowcake-Dokumente seien Fälschungen früherer CIA-Offiziere. Auch der „Habbush-Brief“, angeblich von Saddam Husseins Nachrichtendienstleiter verfasst, sei eine Fälschung.
2009 schrieb Giraldi, er wisse aus unbenannten Nachrichtenquellen, ein Dokument, das The Times publiziert habe und einen angeblichen iranischen Plan zu Experimenten mit einem "Neutroneninitiator" für Nuklearwaffen beschreibe, sei eine Fälschung, die nach seiner Vermutung von Israel lanciert worden sei. Er behauptete weiterhin, Rupert Murdochs Presseerzeugnisse würden regelmäßig falsche Nachrichten der israelischen und manchmal auch der britischen Regierung veröffentlichen. Er belegte die Aussagekraft des Dokuments mit weiteren Offenlegungen der Times.
Im August 2010 schrieb Giraldi, ungenannte Quellen aus der Spionageabwehr hätten ihm mitgeteilt, Agenten des Mossad gäben sich als US-Agenten aus und besuchten Araber und Muslime in New York und New Jersey, um angeblich Informationen über den Iran zu gewinnen, die israelische Agenten nicht erhalten würden. Die israelische Botschaft, das Justizministerium der USA und Giraldi selbst lehnten es ab, einen Artikel über die Vorwürfe in Aramica, einer Zeitung der arabischen Gemeinde in New York zu kommentieren.

## Veteran Intelligence Professionals for Sanity
Giraldi ist Gründungsmitglied der Veteran Intelligence Professionals for Sanity (VIPS). Im September 2015 schrieben Giraldi und 27 andere Mitglieder des Leitungsgremiums von VIPS einen Brief an den Präsidenten. Darin kritisierten sie ein kurz vorher veröffentlichtes Buch, das den Bericht des United States Senate Intelligence Committee über die Anwendung von Folter durch die Central Intelligence Agency für irrig erklärt.